# Ferosagitta americana
Ferosagitta americana är en djurart som tillhör fylumet pilmaskar, och som först beskrevs av Takasi Tokioka 1959.  Ferosagitta americana ingår i släktet Ferosagitta och familjen Sagittidae. Inga underarter finns listade i Catalogue of Life.